# سرشماری در ارمنستان
نخستین سرشماری در ارمنستان (انگلیسی: Census in Armenia) پس از فروپاشی اتحاد شوروی توسط خدمات آمار ملی جمهوری ارمنستان در بین مورخه ۱۰–۱۹ اکتبر ۲۰۰۱ ترتیب داده شد. قانون سرشماری را مجلس ملی جمهوری ارمنستان در سال ۱۹۹۹ به تصویب رساند.

## سرشماری‌های ارمنستان شوروی
| سال  | مجموع     | شهری              | روستایی           | ارمنیان           | آذری‌ها          | روس‌ها         | ایزدی ها/کردها | اوکراینی‌ها   | آشوری‌ها      | یونانی‌ها     | گرجی‌ها        | بلاروسی‌ها     | سایرین        |
| ---- | --------- | ----------------- | ----------------- | ----------------- | --------------- | ------------- | -------------- | ------------ | ------------ | ------------ | ------------- | ------------- | ------------- |
| ۱۹۲۶ | ۸۷۸,۹۲۹   | ۱۶۵,۹۰۸ (۱۸.۸%)   | ۷۱۳,۰۲۱ (۸۱.۱%)   | ۷۴۳,۵۷۱ (۸۴.۵%)   | ۸۳,۱۸۱ (۹.۴%)   | ۱۹,۵۴۸ (۲.۲%) | ۱۵,۲۶۲۱ (۱.۷%) | ۲,۸۲۶ (۰.۳%) | ۲,۲۱۵ (۰.۳%) | ۲,۹۸۰ (۰.۳%) | ۲۷۴ (۰.۰۳%)   | ۳۶۰ (۰.۰۴%)   | ۱۰,۹۲۷ (۱.۲%) |
| ۱۹۳۹ | ۱,۲۸۲,۳۳۸ | N/A               | N/A               | ۱,۰۶۱,۹۹۷ (۸۲.۸%) | ۱۳۰,۸۹۶ (۱۰.۲%) | ۵۱,۴۶۴ (۴%)   | ۲۰,۴۸۱ (۱.۵%)  | ۵,۴۹۶ (۰.۴%) | ۳,۲۸۰ (۰.۲%) | ۴,۱۸۱ (۰.۳%) | ۶۵۲ (۰.۰۵%)   | ۴۵۸ (۰.۰۳%)   | ۳,۴۳۳ (۰.۲%)  |
| ۱۹۵۹ | ۱,۷۶۳,۰۴۸ | N/A               | N/A               | ۱,۵۵۱,۶۱۰ (۸۸%)   | ۱۰۷,۷۴۸ (۶.۱%)  | ۵۶,۴۷۷ (۳.۲%) | ۲۵,۶۲۷ (۱.۴%)  | ۵,۵۹۳ (۰.۳%) | ۴,۳۲۶ (۰.۲%) | ۴,۹۷۶ (۰.۲%) | ۸۱۶ (۰.۰۴%)   | ۸۰۵ (۰.۰۴%)   | ۹,۳۹۶ (۰.۵%)  |
| ۱۹۷۰ | ۲,۴۹۱,۸۷۳ | ۱,۴۸۱,۵۳۲ (۵۹.۴%) | ۱,۰۱۰,۳۴۱ (۴۰.۵%) | ۲,۲۰۸,۳۲۷ (۸۸.۶%) | ۱۴۸,۱۸۹ (۵.۹%)  | ۶۶,۱۰۸ (۲.۶%) | ۳۷,۴۸۶ (۱.۵%)  | ۸,۳۹۰ (۰.۳%) | ۵,۵۴۴ (۰.۲%) | ۵,۶۹۰ (۰.۲%) | ۱,۴۳۹ (۰.۰۵%) | ۱,۱۷۹ (۰.۰۴%) | ۹,۵۲۱ (۰.۳%)  |
| ۱۹۷۹ | ۳,۰۳۷,۲۵۹ | ۱,۹۹۲,۵۳۹ (۶۵.۷%) | ۱,۰۳۸,۲۰۸ (۳۴.۳%) | ۲,۷۲۴,۹۷۵ (۸۹.۷%) | ۱۶۰,۸۴۱ (۵.۲%)  | ۷۰,۳۳۶ (۲.۳%) | ۵۰,۸۲۲ (۱.۶%)  | ۸,۹۰۰ (۰.۲%) | ۶,۱۸۳ (۰.۲%) | ۵,۶۵۳ (۰.۱%) | ۱,۳۱۴ (۰.۰۴%) | ۱,۱۸۳ (۰.۰۳%) | ۷,۰۵۲ (۰.۲%)  |
| ۱۹۸۹ | ۳,۳۰۴,۷۷۶ | ۲,۲۲۹,۵۴۰ (۶۷.۸%) | ۱,۰۵۸,۱۳۷ (۳۲.۲%) | ۳,۰۸۳,۶۱۶ (۹۳.۳%) | ۸۴,۸۶۰ (۲.۵%)   | ۵۱,۵۵۵ (۱.۵%) | ۵۶,۱۲۷ (۱.۶%)  | ۸,۳۴۱ (۰.۲%) | ۵,۹۶۳ (۰.۱%) | ۴,۶۵۰ (۰.۱%) | ۱,۳۶۴ (۰.۰۴%) | ۱,۰۶۱ (۰.۰۳%) | ۷,۲۳۹ (۰.۲%)  |

1 Includes numbers of both Yazidi and Kurdish populations which were counted separately in the 1926 census but were combined in subsequent censuses.